# Marie-Anna Murat
Pour les articles homonymes, voir Murat.
 (novembre 2017).
Si vous disposez d'ouvrages ou d'articles de référence ou si vous connaissez des sites web de qualité traitant du thème abordé ici, merci de compléter l'article en donnant les références utiles à sa vérifiabilité et en les liant à la section « Notes et références ».
Marie-Anna Murat est une journaliste et une animatrice de télévision. Née à Saint-Georges (Québec), elle a été la première femme d'origine haïtienne (son père est natif de Port-au-Prince et sa mère de Saint-Marc (Haïti)) à devenir chef d'antenne pour un réseau de télévision francophone au Canada.
Après son baccalauréat ès arts à l'Université Laval, elle s'installe à Toronto en 1984 et travaille pour TVOntario et Radio-Canada. Correspondante à la colline parlementaire, elle anime son premier bulletin pour le réseau TVA en 1989.
Elle présentera plusieurs émissions d'actualités de Radio-Canada, de Télé-Québec et de CFCF, dont Montréal ce soir, Aujourd'hui dimanche et Le Point. Animatrice pour Astral, elle est notamment présente sur Canal Z et le Canal Vie, ainsi que sur l'émission L'histoire à la une de Claude Charron. Elle a également été chef d'antenne pour RDI.
En 2004, elle se joint au groupe de travail de l'Association canadienne des radiodiffuseurs sur la diversité culturelle. Membre de l'Union des artistes, elle complète parallèlement ses études de deuxième cycle à l'École des hautes études commerciales de Montréal.
Directrice des Communications pour la Chambre de commerce du Montréal métropolitain (CCMM), elle a également œuvré à la Société Radio-Canada où elle a été chef des partenariats des Services français ainsi que directrice des Communications régionales. Depuis août 2014, elle dirige les Communications pour le compte de VIA Rail Canada.
Marie-Anna Murat est la nièce de l'écrivain et poète Alix Renaud. Sa mère, Janine Renaud-Murat vient, à 82 ans, de publier son premier ouvrage Une seconde vie qui relate son arrivée au Québec à la fin des années 1950.